# Гейл Уэзерс
Гейл Уэзерс (англ. Gale Weathers) — героиня из серии фильмов «Крик», роль которой исполняет американская актриса Кортни Кокс. В фильмах серии она вместе с Дьюи Райли участвует в расследовании преступлений, совершённых убийцей по прозвищу Призрачное лицо, преследующего Сидни Прескотт и её близких.
Во всех частях франшизы Гейл принимает участие в финальном противостоянии с маньяком — персонаж является последней выжившей. Она изображена как напористая, уверенная в себе журналистка, которая не остановится ни перед чем, чтобы узнать правду и остановить убийства.
За исполнение роли Кортни Кокс получила награды и номинации на премии «Fangoria Chainsaw Awards», «Сатурн» и «Teen Choice Awards». В русском официальном кинопрокате со второго по пятый фильм героиню дублирует актриса Людмила Шувалова.

## События фильмов

### Крик
Жаждущая славы журналистка Гейл Уэзерс написала книгу об убийстве жительницы города Вудсборо Морин Прескотт — в ней она высказала позицию, что показания дочери убитой женщины, Сидни Прескотт, стали ключевыми в деле, и Коттона Уири, молодого любовника Морин, несправедливо осудили и отправили в тюрьму. Вместе со своими оператором Кенни журналистка возвращается в город, когда в нём начинают происходить убийства, совершаемые маньяком по прозвищу Призрачное лицо. Гейл знакомится с помощником шерифа — молодым человеком по имени Дуайт «Дьюи» Райли. Между ними моментально вспыхивают чувства, и молодые люди начинают собственное расследование. В результате они оказываются в доме Стью Мэйхера, где и происходит кровавая развязка истории, в которой Гейл помогает Сидни справиться с убийцами — Стью и Билли Лумисом, её парнем. Как выясняется, именно они подставили Коттона Уири. В финале картины, Гейл ведёт репортаж с места событий, куда прибывают полиция, скорая помощь и журналисты.

### Крик 2
Гейл — успешный журналист, написавший ещё одну книгу «Убийства в Вудсборо» о событиях первого фильма. По ней снят фильм «Удар ножом» (англ. Stab), на премьере которого происходит убийство двух студентов колледжа Виндзор. Журналистка приезжает в студгородок, чтобы снять новый репортаж с участием Сидни и Коттона Уири, которого выпустили из тюрьмы, когда выяснилось, что он не причастен к убийству Морин Прескотт. Между Сидни и Гейл складываются странные отношения: девушка признательна журналистке за то, что та спасла ей жизнь в Вудсборо, однако её настойчивость и отрицание личных границ в ходе расследования новых убийств вбивают клин между ними. Гейл встречает Дьюи — отставного полицейского, который приезжает в Виндзор, чтобы помочь Сидни и Ренди. После событий первой части Гейл и Дьюи не общаются; кроме того, она нелестно отзывается о нём в своей новой книге. Однако их всё ещё тянет друг к другу, и, как и раньше, Гейл и Дьюи начинают поиски убийц, но на последнего нападает Призрачное лицо, а Гейл и Сидни вновь сталкиваются с убийцами в финале истории. Правда, неожиданно на их стороне оказывается Коттон. Вместе они противостоят маньякам, выживая в кровавой резне. Журналистка убивает одного из маньяков — студента Мики Алтиери, несколько раз выстрелив в него. В одной из последних сцен Гейл видит, как Дьюи увозит скорая помощь — в этот раз она решает не делать репортаж, а уезжает вместе с возлюбленным в больницу.

### Крик 3
Гейл написала новую книгу — «Кровавый колледж» о событиях второй части. Журналистка уже не столько ищет славы, сколько хочет раскрыть тайну загадочного прошлого Морин Прескотт, ведь Голливуд сотрясает серия убийств, начавшаяся со смерти Коттона Уири. Маньяк преследует актёров и съёмочную группу фильма «Удар ножом 3: Возвращение в Вудсборо» (англ. Stab 3: Return To Woodsboro). На съёмочной площадке она встречает Дьюи — он работает над сюжетом фильма в качестве консультанта, а также встречается с актрисой Дженнифер Джоли, играющей Гейл Уэзерс в фильмах. После событий второй части Гейл какое-то время жила в Вудсборо, но в итоге уехала, так как жизнь в маленьком городке была не для неё. Несмотря на это, Дьюи всё ещё любит Гейл, и это чувство взаимно. Они оба оказываются в эпицентре событий, когда развязка истории приводит главных героев — включая Сидни Прескотт — в дом продюсера Джона Милтона, много лет назад соблазнившего Морин Прескотт. Убийцей в костюме Призрачного лица оказывается внебрачный сын Морин и Джона, скрывавшийся за личностью режиссёра Романа Бриджера. Гейл, Дьюи и Сидни выживают, и в финале картины вместе с детективом Марком Кинкейдом проводят время на ранчо Сидни. В одной из последних сцен Дьюи наконец-то делает Гейл предложение руки и сердца, на что она отвечает согласием.

### Крик 4
Прошло 10 лет со времён событий в Голливуде. Гейл написала ещё две книги — «Голливудский ужас» и «Возвращение Призрачного лица». Она живёт в Вудсборо вместе со своим мужем Дьюи, ставшим шефом городской полиции, под его фамилей «Райли». Гейл пытается написать новую книгу, однако находится в творческом кризисе. Когда в городе вновь происходят убийства, она пытается начать работать с мужем, как в прежние времена, но он выступает против этого. Гейл также встречает сопротивление со стороны помощника шерифа Джуди Хикс, влюблённой в Дьюи. Тогда она берётся за расследование сама. Гейл тайно приходит на закрытый показ фильмов «Удар ножом», названный «Ударофоном», где на неё нападает убийца Призрачное лицо. Дьюи вовремя приезжает к месту событий, чтобы спасти жену от смерти. Придя в себя в больнице, она понимает, кто скрывается за личностью убийцы. Дьюи устремляется в палату к Сидни Прескотт — она также пережила нападение маньяка — и обнаруживает, что им оказалась кузина Сидни, Джилл Робертс. Джилл приходит в палату к родственнице, чтобы закончить своё кровавое дело. На помощь Сидни приходят Гейл, Дьюи и помощник шерифа Хикс.

### Крик (2022)
Прошло ещё 11 лет. Гейл и Дьюи переехали в Нью-Йорк, где их брак дал трещину — они развелись, а Дьюи вернулся в Вудсборо. Каждое утро он смотрит по телевизору выпуски новостей, которые ведёт Гейл. В городе вновь появляется Призрачное лицо, и телекомпания отправляет её в Вудсборо освещать события. Сидни также приезжает в родной город — вместе они пытаются спасти ребят, оказавшихся в центре кровавой резни. Погибает шериф Джуди Хикс и её сын Уэс — тогда Гейл узнаёт, что жители города потребовали отставки Дьюи с поста шерифа. Он рад видеть Гейл, которую до сих пор любит, но считает, что женщина вернулась только ради репортажа. Дьюи становится следующей жертвой маньяка. Гейл винит в его смерти себя. Она полна решимости наказать убийцу вместе с Сидни — они решают собственным руками убить того, кто скрывается за маской. Женщины следуют за главными героями на вечеринку — в старый дом Стью Мэйхера. Там происходит развязка истории, в которой Гейл и Сидни выполняют данное себе и друг другу обещание: ликвидировать убийц. В финале фильма Гейл принимает решение писать не очередную книгу о сумасшедших маньяках, а рассказать историю прекрасного и благородного человека — своего бывшего мужа Дьюи Райли.

### Крик 6
В 2023 году Гейл по-прежнему работает журналистом и ведёт передачу «Доброе утро с Гейл Уэзерс». Женщина не сдержала обещание, данное в конце предыдущей части, — она всё же написала новую книгу о резне, устроенной Ричи и Эмбер. Тара и Сэм очень злятся на неё за это, но в итоге прощают её и принимают помощь журналистки, — она приводит главных героев в логово убийц, которое сама репортёр называет «Святилищем». Позже маньяк нападает на Гейл в её квартире, убив её возлюбленного Брукса и тяжело ранив саму Гейл. Однако, как выясняется в финале картины, она выжила.